# Nozze in Galilea
Nozze in Galilea (Urs al-jalil) è un film del 1987 diretto da Michel Khleifi.

## Riconoscimenti
- Festival Internazionale del Cinema di San Sebastián
  - Concha de Oro